# Ревуны
Ревуны́ (лат. Alouatta) — род широконосых обезьян семейства паукообразных (Atelidae). Населяют дождевые и горные леса Центральной и Южной Америки, обитая преимущественно на деревьях. Ревуны живут семейными группами по 15—18 особей. Типичный рацион — листья, плоды и почки. Наиболее известные виды — рыжий ревун (Венесуэла и Гвиана) и центральноамериканский ревун (Мексика и северные области Южной Америки).

## Описание
Длина тела составляет 40—70 см, длина хвоста — 50—75 см, вес — 6—8 кг. Хвост хватательного типа. Шерсть длинная, существуют различные варианты окраса. Ревуны имеют хорошо развитые горловые мешки, играющие роль резонаторов.

## Происхождение названия
По приезде моём, — говорит Шомбургке, — мне часто приходилось слышать при восходе и закате солнца ужасный рёв этих животных, доносившийся из дремучего леса. Однако выследить их долго не удавалось. Наконец, однажды утром, после продолжительных поисков, я наткнулся на целое общество их. Оно сидело на высоком дереве и задавало такой ужасный концерт, что издали казалось, будто все лесные звери вступили тут в смертельный бой: звуки напоминали то хрюканье свиньи, то рёв ягуара, бросающегося на добычу, то страшное рычанье этого хищника, когда он чует врагов. Впрочем, это страшное общество способно было вызвать и улыбку у самого мрачного ипохондрика, если бы он видел, с каким серьёзным выражением бородатые певуны смотрели друг на друга. Мне передавали, что у каждого стада есть свой запевала, который отличается от всего хора, состоящего из одних басов, своим высоким, пронзительным голосом…

## Виды[3]
- Alouatta arctoidea
- Краснорукий ревун (Alouatta belzebul)
- Чёрный ревун (Alouatta caraya)
- Коибский ревун (Alouatta coibensis)
- Alouatta discolor
- Бурый ревун (Alouatta guariba)
- Alouatta juara
- Гайянский ревун (Alouatta macconnelli)
- Амазонский ревун (Alouatta nigerrima)
- Колумбийский ревун (Alouatta palliata)
- Центральноамериканский ревун (Alouatta pigra), или гватемальский ревун[4]
- Alouatta puruensis
- Боливийский ревун (Alouatta sara)
- Рыжий ревун (Alouatta seniculus)
- Alouatta ululata